# Crotone, Italia
Crotone, Italia è un film documentario del 1993 diretto da Daniele Segre.

## Trama
Il film parla di un viaggio compiuto dal regista Daniele Segre nel sud Italia, evidenziando le problematiche che da sempre affliggono questa porzione di territorio e soffermandosi in particolare sulla lotta mandata avanti dai dipendenti del polo industriale di Crotone, ormai in fase di smantellamento.